# Tõrvajõgi
Tõrvajõgi (est. Tõrvajõgi) – rzeka w środkowej Estonii. Rzeka ma źródła na wschód od miejscowości Hiiemetsa. Wpada do rzeki Narwa na wschód od wsi Tõrvajõe. Ma długość 16 km i powierzchnię dorzecza 43,7 km². Na rzece znajduje się wodospad Tõrvajõe juga.